# 기타소마촌
기타소마촌(北杣村)은 시가현 고카군에 설치되었던 촌이다.